# Walter Gordon Duncan
Hon. Sir Walter Gordon Duncan, Kt (* 10. März 1885 in Watervale, South Australia; † 27. August 1963 in Parkside, South Australia) war ein australischer Politiker der Liberal Union, der Liberal Federation sowie zuletzt der Liberal and Country League, der unter anderem zwischen 1918 und 1962 Mitglied des South Australian Legislative Council sowie von 1944 bis 1962 Präsident des Legislativrates war.

## Leben
Walter Gordon Duncan war der zweite Sohn des Grundbesitzers und Politikers Sir John Duncan (1845–1913), der unter anderem zwischen 1871 und 1878 sowie von 1884 bis 1890 Mitglied des South Australian House of Assembly, des Unterhauses des Parlaments, sowie zwischen 1891 und 1896 sowie von 1900 bis 1913 ebenfalls Mitglied des Legislative Council war, und dessen Ehefrau Lady Jean Gordon Duncan (1860–1927). Sein älterer Bruder Jack Duncan-Hughes (1882–1962) war zwischen 1922 und 1928 sowie erneut von 1940 bis 1943 Mitglied des Australischen Repräsentantenhauses sowie zwischenzeitlich von 1931 bis 1938 Bundessenator. Er selbst war nach dem Besuch des 1847 gegründeten St Peter’s College in Adelaide wie sein Vater als Grundbesitzer und widmete sich ebenfalls der pastoralen Naturweidewirtschaft.
Bei der Wahl am 6. April 1918 wurde Duncan als Nachfolger von Edward Lucas für die Liberal Union im damaligen Vier-Personen-Wahlkreis Midland District erstmals zum Mitglied des South Australian Legislative Council gewählt, des Oberhauses des Parlaments von South Australia. Er vertrat diesen Wahlkreis nach seinen Wiederwahlen am 5. April 1924, 5. April 1930, 19. März 1938, 29. April 1944, 4. März 1950 sowie am 3. März 1956 fast 44 Jahre lang bis zum 3. Juni 1962, woraufhin sein Parteifreund Boyd Dawkins diesen Sitz übernahm. Während seiner Parlamentszugehörigkeit wechselte er am 16. Oktober 1923 zur Liberal Federation, die aus der Liberal Union hervorgegangen war, beziehungsweise am 9. Juni 1932 zur Liberal and Country League (LCL), die wiederum aus Liberal Union entstand.
Als Nachfolger von Sir James Wallace Sandford war Walter Gordon Duncan von 1924 bis 1925 erstmals Präsident der Royal Agricultural and Horticultural Society of South Australia, woraufhin Lancelot Stirling seine Nachfolge antrat. Nach dem Tode von Sir Lancelot Stirling übernahm er 1932 erneut das Amt als Präsident der Royal Agricultural and Horticultural Society of South Australia und bekleidete dieses nunmehr bis zu seiner Ablösung durch Keith Angas 1951. Für seine Verdienste als Präsident dieser Gesellschaft wurde er am 2. Januar 1939 als Knight Bachelor (Kt) nobilitiert, wodurch er fortan das Prädikat „Sir“ führte.
Nachdem er zwischen 1932 und 1944 als Leader of the Liberal and Country Party in the Legislative Council Vorsitzender der LCL-Fraktion im Legislativrat war, übernahm er am 20. Juli 1944 von seinem Parteifreund David Gordon das Amt als Präsident des Legislativrates und bekleidete dieses bis zum 3. März 1962, woraufhin sein Parteifreund Les Densley diesen Posten übernahm. Am 21. Juni 1962 wurde ihm aufgrund einer mindestens dreijährigen Amtszeit als Präsident des Legislativrates der Höflichkeitstitel The Honourable verliehen.
Aus seiner 1909 geschlossenen Ehe mit Bessie Fotheringham gingen drei Töchter hervor.

## Hintergrundliteratur
- Parliament of South Australia: Statistical Record of the Legislature 1836–2007 (Memento vom 11. März 2019 im Internet Archive)
- Gordon Desmond Combe: Responsible Government in South Australia, Band 1, Wakefield Press, 2009, ISBN 978-1-86254-843-5 (Onlineversion (Auszug))
- Robert Martin: Responsible Government in South Australia, Band 2, Wakefield Press, 2009, ISBN 978-1-8625-4-8442, S. 83 f. (Onlineversion (Auszug))
- G. Blainey: The Steel Master, Melbourne 1971
- C. Kerr, M. Kerr: Royal Show, Adelaide 1983
- R. F. I. Smith: The Butler Government in South Australia, 1933–1938, M.A. Thesis, University of Adelaide, 1964